# Robin Hardy
Robin St Clair Rimington Hardy (* 2. Oktober 1929 in Surrey; † 1. Juli 2016) war ein britischer Filmregisseur, Drehbuch- und Romanautor.

## Leben
Hardy wurde durch die Inszenierung des Films The Wicker Man aus dem Jahr 1973 bekannt. Diese Produktion war zugleich sein Regiedebüt. 1986 folgte mit The Fantasist ein weiterer Film, 2011 inszenierte er mit The Wicker Tree eine Fortsetzung seines Erstlings, basierend auf einem seiner eigenen Bücher. Beide Filme konnten bei weitem nicht an die Bekanntheit seiner ersten Regiearbeit anschließen.
Seine Laufbahn begann Hardy als Regisseur für das National Film Board of Canada und das Esso World Theater-Programm des US-amerikanischen Kanals PBS. Später zog er nach London und war Mitbegründer der Werbeagentur Hardy Shaffer Ferguson Avery. Nach der Inszenierung von The Wicker Man zog er zurück in die USA, inszenierte Werbefilme und war an historischen Themenparks beteiligt. Ferner war er als Buchautor tätig und entwickelte ein Musical über Winston Churchill. 2006 erschien der Horrorroman Cowboys for Christ: On May Day von ihm.
Für The Wicker Man war Hardy bei der Saturn-Award-Verleihung 1979 in der Kategorie Beste Regie für einen Preis nominiert.
Hardy starb 2016 im Alter von 86 Jahren; er wurde von seiner fünften Ehefrau und acht Kindern überlebt.

## Filmografie
- 1973: The Wicker Man
- 1986: The Fantasist
- 1989: Forbidden Sun (nur Drehbuch)
- 2011: The Wicker Tree